# Beztroskie lata w Ridgemont High
Beztroskie lata w Ridgemont High – amerykański komediodramat z 1982 roku, w reżyserii Amy Heckerling. Film opowiada historię dorastania uczniów ze szkoły średniej na południu Kalifornii.

## Obsada aktorska
- Robert Romanus (Mike Damone)
- Sean Penn (Jeff Spicoli)
- D.W. Brown (Ron Johnson)
- Jennifer Jason Leigh (Stacy Hamilton)
- Judge Reinhold (Brad Hamilton)
- Brian Backer (Mark 'Rat' Ratner)
- Pamela Springsteen (Dina Phillips)
- James Russo (złodziej w sklepie)
- Nicolas Cage (Kumpel Brada)
- Amanda Wyss (Lisa)
- Kelli Maroney (Cindy)
- Forest Whitaker (Charles Jefferson)
- Vincent Schiavelli (Pan Vargas)
- Scott Thomson (Arnold)
- Phoebe Cates (Linda Barrett)
- Reginald Farmer (Wicedyrektor)
- James Bolt (Greg)
- Stanley Davis Jr. (Brat Jeffersona)
- Blair Tefkin (Pat Bernardo)
- Tom Nolan (Dennis Taylor)

i inni